# T. R. Knight
T. R. Knight, pseudonimo di Theodore Raymond Knight (Minneapolis, 26 marzo 1973), è un attore statunitense, noto principalmente per il ruolo di George O'Malley nella serie televisiva statunitense Grey's Anatomy.

## Carriera
Prima del successo con la serie della ABC, l'attore ha recitato a Broadway in vari spettacoli di successo.

## Vita privata
Knight ha rivelato di essere omosessuale intorno all'ottobre 2006 e a gennaio 2007 ha avuto un diverbio con Isaiah Washington (che interpretava il chirurgo Preston Burke, un altro personaggio di Grey's Anatomy), che lo chiamò «frocio». In seguito allo spiacevole episodio, Shonda Rhimes, autrice della serie, costrinse Washington ad abbandonare il programma. Knight, però, era talmente offeso che decise di abbandonare anche lui il programma; nella stagione 5 episodio 24 George O'Malley muore a causa di un incidente per salvare una ragazza. 
Il 4 ottobre 2013 si è sposato a Hudson con il ballerino Patrick B. Leahy, con il quale aveva una relazione da tre anni.

## Filmografia

### Cinema
- 42 - La vera storia di una leggenda americana (42), regia di Brian Helgeland (2013)
- Hello Again, regia di Tom Gustafson (2017)

### Televisione
- Frasier – serie TV, episodio 11x07 (2003)
- Law & Order: Criminal Intent – serie TV, episodio 3x10 (2004)
- CSI - Scena del crimine (CSI: Crime Scene Investigation) – serie TV, episodio 4x17 (2004)
- Grey's Anatomy – serie TV, 103 episodi (2005-2009; 2020) – Dr. George O'Malley
- Sesamo apriti (Sesame Street) – serie TV, episodio 37x12 (2006)
- Law & Order - Unità vittime speciali (Law & Order: Special Victims Unit) – serie TV, episodio 13x04 (2011)
- The Good Wife – serie TV, 7 episodi (2013)
- 22.11.63 (11.22.63) – miniserie TV, 4 puntate (2016)
- When We Rise – miniserie TV, episodi 1x03-1x04 (2017)
- The Catch – serie TV, 6 episodi (2017)
- Genius – serie TV, 10 episodi (2017-2018)
- God Friended Me – serie TV, episodio 2x08 (2019)
- Will & Grace – serie TV, episodio 11x13 (2020)
- Sfida al presidente - The Comey Rule (The Comey Rule) – miniserie TV, 1 puntata (2020)
- L'assistente di volo - The Flight Attendant (The Flight Attendant) – serie TV, 12 episodi (2020-2022)

## Doppiatori italiani
Nelle versioni in italiano dei suoi lavori, T.R. Knight è stato doppiato da:
- Corrado Conforti in Grey's Anatomy, The Catch, When We Rise
- Francesco Bulckaen in 42 - La vera storia di una leggenda americana, L'assistente di volo - The Flight Attendant
- Stefano Brusa in Law & Order: Criminal Intent, Sfida al presidente - The Comey Rule
- Fabrizio Picconi in The Good Wife
- Stefano Crescentini in 22.11.63
- Stefano Billi in Will & Grace
- Paolo Marchese in Genius